# Харук Микола
Микола Харук (псевдо: «Вихор», «К-10», «Р-20»; 1915 м. Кути, Косівський район, Івано-Франківська область — 24 вересня 1952, м. Івано-Франківськ) — український військовик, поручник УПА, командир сотні ім. Богуна в ТВ-21 «Гуцульщина», провідник Косівського надрайонного проводу ОУН.

## Життєпис

Зліва направо: сотенний Микола Харук-«Вихор», командир ТВ-21 «Гуцульщина» Петро Мельник-«Хмара», кущовий провідник Дмитро Олексюк-«Ілак»

Група повстанців з ТВ-21 «Гуцульщина». Зліва направо: Назарій Данилюк («Перебийніс») (Буковина); сотник Іван Кулик («Сірий»); Василь Скригунець («Гамалія»), командир сотні важких кулеметів «Черемош», сотник Петро Мельник «Хмара» (командир ТВ-21 «Гуцульщина»); Микола Харук («Вихор»), командир сотні ім. І. Богуна

Народився у місті Кути (тепер Косівський район Івано-Франківська область).
Служив у польській армії протягом 1937—1939.
У червні 1941 року мобілізований до Червоної армії, потрапив до німецького полону, перебував у таборі для військовополонених, але згодом був звільнений як уродженець західних областей України. Повернувся до м. Кути. Пішов на службу до української допомогової поліції, закінчив підстаршинську поліційну школу у Львові, комендант станиць УДП сіл Кривопілля й Зелене Верховинського р-ну та Пістинь Косівського р-ну (літо 1942 — 03.1944).

### Служба в УПА і ОУН
В УПА з березня 1944 року. Інструктор чоти «Херсона» (03.-04.1944), командир чоти сотні УПА «Недобитого» групи «Гуцульщина» (04.1944-01.1945), командир сотні УПА ім. Богуна куреня «Гайдамаки» ТВ-21 «Гуцульщина» (01.1945-08.1948). До літа 1945 року сотня входила до складу куреня «Гайдамаки» (командир "Скуба), а надалі оперувала як самостійна одиниця. Сотня під його керівництвом довший час зберігала бойову готовність і не була розбита до кінця її діяльності.
Після розформування відділу перейшов в лави збройного підпілля ОУН. Керівник Косівського надрайонного проводу ОУН (09.1948-06.1952).
23 червня 1952 року біля села Шешори Косівського району захоплений у полон опецгрупою відділу 2-Н УМДБ Станіславської області внаслідок зради надрайонного референта СБ ОУН Романа Тучака-«Кірова».
Допитувався у Станіславській в'язниці НКВС, піддавався тортурам. Помер цій же тюрмі 24 вересня 1952 року.
Поручник (22.01.1946) УПА.

## Нагороди
- Згідно з Виказом відзначених крайового військового штабу УПА-Захід від 1.09.1946 р. старший булавний УПА, командир сотні УПА ім. Богуна куреня «Гайдамаки» Микола Харук — «Вихор-2» нагороджений Бронзовим хрестом бойової заслуги УПА.

## Вшанування пам'яті
- 23.05.2018 р. від імені Координаційної ради з вшанування пам'яті нагороджених Лицарів ОУН і УПА у м. Косів Івано-Франківської обл. Бронзовий хрест бойової заслуги УПА (№ 069) переданий Наталії Харук-Лісничій, племінниці Миколи Харука — «Вихора-2».